# Ixodes nesomys
Ixodes nesomys este o specie de căpușe din genul Ixodes, familia Ixodidae, descrisă de Uilenberg și Harry Hoogstraal în anul 1969.
Este endemică în Madagascar. Conform Catalogue of Life specia Ixodes nesomys nu are subspecii cunoscute.